# 南梁郡
南梁郡，南北朝的郡。
- 东晋太元年间侨置南梁郡，治所在睢阳县（今安徽省寿县）。辖境相当今安徽省寿县及六安市北部地区。南朝宋大明六年（462年）改为淮南郡，大明八年（464年）再为南梁郡。南齐改为梁郡，属豫州。
- 北魏侨置南梁郡，属合州。治所在慎县（今安徽省肥东县东北梁园镇）。南梁郡领二县，慎县、南高县。南梁占领后，改治阜陵戍（今安徽省全椒县东南）。侯景之乱后，邊城郡先后属于东魏、北齐、南陈、北周，东魏下辖慎县、梁县、蒙县、谯县，南陈占领后改为梁郡，北周下辖慎县。隋文帝开皇三年（583年）废除南梁郡，下辖慎县入滁州。